# Gjon's Tears
Gjon Muharremaj (albansk udtale: [ɟɔn muharɛmaj]; født 29. juni 1998) professionelt kendt som as Gjon's Tears, er en schweizisk sanger og sangskriver.
Han skulle have repræsenteret Schweiz i Eurovision Song Contest 2020 afholdt i Rotterdam, Nederlandene med sangen "Répondez-moi". På Instagram bekræftede Gjon at han ville repræsentere Schweiz ved Eurovision Song Contest 2021. Her deltog han med sangen “Tout L’Univers” som opnåede en tredjeplads.

## Diskografi

### Singler

#### Som hovedkunstner
| Titel                                                                             | År   | Højeste hitlisteplacering | Højeste hitlisteplacering | Højeste hitlisteplacering | Højeste hitlisteplacering | Højeste hitlisteplacering | Højeste hitlisteplacering | Højeste hitlisteplacering | Højeste hitlisteplacering | Højeste hitlisteplacering | Højeste hitlisteplacering | Album             |
| Titel                                                                             | År   | SWI                       | ALB                       | BEL (FL)                  | FIN                       | GER                       | IRE                       | NLD                       | NOR                       | SWE                       | UK                        | Album             |
| --------------------------------------------------------------------------------- | ---- | ------------------------- | ------------------------- | ------------------------- | ------------------------- | ------------------------- | ------------------------- | ------------------------- | ------------------------- | ------------------------- | ------------------------- | ----------------- |
| "Babi"                                                                            | 2018 | —                         | 1                         | —                         | —                         | —                         | —                         | —                         | —                         | —                         | —                         | Non-album singles |
| "Back in Light"                                                                   | 2018 | —                         | —                         | —                         | —                         | —                         | —                         | —                         | —                         | —                         | —                         | Non-album singles |
| "Répondez-moi"                                                                    | 2020 | 42                        | —                         | —                         | —                         | —                         | —                         | —                         | —                         | —                         | —                         | Non-album singles |
| "Tout l'univers"                                                                  | 2021 | 1                         | —                         | 50                        | 5                         | 86                        | 52                        | 16                        | 36                        | 21                        | 93                        | The Game          |
| "Silhouette"                                                                      | 2022 | —                         | 3                         | —                         | —                         | —                         | —                         | —                         | —                         | —                         | —                         | The Game          |
| "Pure"                                                                            | 2022 | —                         | 9                         | —                         | —                         | —                         | —                         | —                         | —                         | —                         | —                         | The Game          |
| "Midnight in Paris"                                                               | 2023 | —                         | 5                         | —                         | —                         | —                         | —                         | —                         | —                         | —                         | —                         | The Game          |
| "Disco"                                                                           | 2023 | —                         | 15                        | —                         | —                         | —                         | —                         | —                         | —                         | —                         | —                         | The Game          |
| "—" denotes a recording that did not chart or was not released in that territory. |      |                           |                           |                           |                           |                           |                           |                           |                           |                           |                           |                   |

#### Som gæstekunstner
| Titel                                                                             | År   | Højeste hitlisteplacering | Album             |
| Titel                                                                             | År   | ALB                       | Album             |
| --------------------------------------------------------------------------------- | ---- | ------------------------- | ----------------- |
| "Dance Me" (Arilena Ara featuring Gjon's Tears)                                   | 2021 | 10                        | Pop Art           |
| "Heavenbound" (Marina Kaye featuring Gjon's Tears; French Version)                | 2023 | —                         | Non-album singles |
| "—" denotes a recording that did not chart or was not released in that territory. |      |                           |                   |